# 1601 Patry
1601 Patry eller 1942 KA är en asteroid i huvudbältet som upptäcktes den 18 maj 1942 av den franske astronomen Louis Boyer vid Algerobservatoriet. Den har fått sitt namn efter den franske astronomen André Patry.
Asteroiden har en diameter på ungefär 7 kilometer och den tillhör asteroidgruppen Flora.